# Le Moulinet-sur-Solin
Le Moulinet-sur-Solin é uma comuna francesa na região administrativa do Centro-Vale do Loire, no departamento Loiret. Estende-se por uma área de 20 km². Em 2010 a comuna tinha 119 habitantes (densidade: 6 hab./km²).